# Stolberg (Adelsgeschlecht)

Stammwappen der Grafen zu Stolberg vor 1429

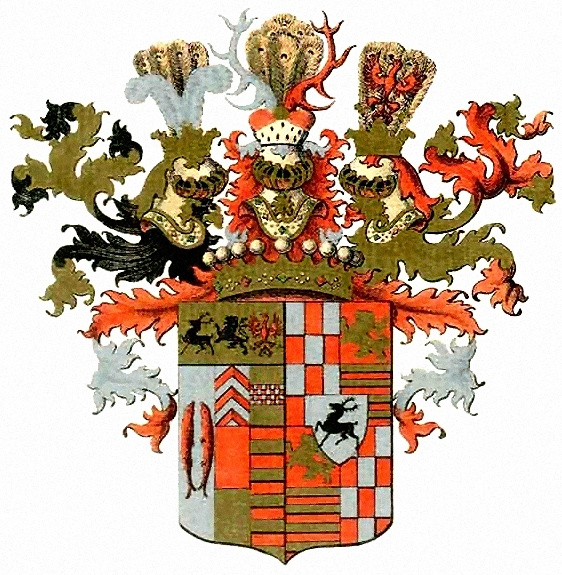
Gesamtwappen des Hauses Stolberg ab 1742

Die Fürsten und Grafen zu Stolberg  sind ein weitverzweigtes Adelshaus im Hochadel des Heiligen Römischen Reiches.

## Geschichte
Über die Abstammung der Grafen zu Stolberg gibt es über zehn verschiedene Theorien, von denen sich jedoch keine endgültig durchsetzen konnte. Am wahrscheinlichsten scheint eine Abstammung von den Grafen von Hohnstein zu sein. Als erster Vertreter dieser Familie kommt in einer Urkunde von 1210 Graf Heinrich zu Stolberg vor, der bereits 1200 als Graf Heinrich von Voigtstedt erwähnt wird. Während zunächst Voigtstedt bei Artern der Sitz dieses Grafengeschlechts war, wurde dies spätestens zu Beginn des 13. Jahrhunderts Stolberg (Harz). Das dortige Schloss war bis zur Enteignung durch die Bodenreform 1945 im Besitz der Familie.
1429 gelang es den Grafen zu Stolberg im Rahmen eines Erbvertrages, die Grafschaft Wernigerode im Nordharz zu erwerben und dadurch ihr Einflussgebiet wesentlich zu erweitern.
1535 starb Eberhard IV. von Eppstein und sein Neffe Ludwig zu Stolberg erbte per Testament die Grafschaft Königstein mit der Residenz Burg Königstein im Taunus sowie die Herrschaft Gedern und Anteile am Amt Ortenberg. Königstein fiel 1581 an das Kurfürstentum Mainz, Gedern und Ortenberg sind bis in die Gegenwart im Besitz der Linien Wernigerode bzw. Roßla geblieben.
1645 erfolgte die dauerhafte Teilung in die ältere Hauptlinie Stolberg-Wernigerode und die jüngere Hauptlinie Stolberg-Stolberg. Von Stolberg-Wernigerode zweigte sich zu Beginn des 18. Jahrhunderts die Linien Stolberg-Gedern (bis 1804) und Stolberg-Schwarza (bis 1748) ab. Stolberg-Stolberg wurde 1706 in die beiden Linien Stolberg-Stolberg und Stolberg-Roßla (bis 1982) geteilt.
Vertreter der Linie Stolberg-Gedern erreichten 1742 die Erhebung in den Reichsfürstenstand durch Kaiser Karl VII.
Im 18. Jahrhundert mussten die reichsunmittelbaren Grafen zu Stolberg-Wernigerode ihre Territorien dem Königreich Preußen und dem Kurfürstentum Hannover, die Grafen zu Stolberg-Stolberg sowie die Grafen zu Stolberg-Roßla die zwischen ihnen aufgeteilte Grafschaft Stolberg dem Kurfürstentum Sachsen unterordnen. Die 1804 ausgestorbene Linie der 1742 gefürsteten Grafen zu Stolberg-Gedern unterstand hingegen der Landgrafschaft Hessen-Darmstadt. Mit der Auflösung des Heiligen Römischen Reiches Deutscher Nation im Jahre 1806 verloren die Stolberger ihre Reichsgrafenwürde und wurden 1815 endgültig preußische Standesherren.
Der jeweilige Standesherr bzw. dessen erstgeborener Sohn und präsumtiver Nachfolger im Stammgut der Häuser Stolberg-Wernigerode bzw. Stolberg-Stolberg und Stolberg-Roßla erhielt am 22. Oktober 1890 bzw. 1893 vom Kaiser Wilhelm II. die Genehmigung zum Führen des fürstlichen bzw. prinzlichen Titels. Alle genealogischen Linien waren 1940 in der Deutschen Adelsgenossenschaft vertreten. Ein Zweig der Linie Stolberg-Stolberg wurde 1980 dem niederländischen Adel einverleibt, jedoch ohne Anerkennung des Fürstentitels.

## Besitzungen (Auswahl)
Territorien
- Grafschaft Stolberg
- Grafschaft Stolberg-Roßla
- Grafschaft Wernigerode
- Herrschaft Schwarza
- Herrschaft Gedern
- Amt Allstedt (1542–1575)

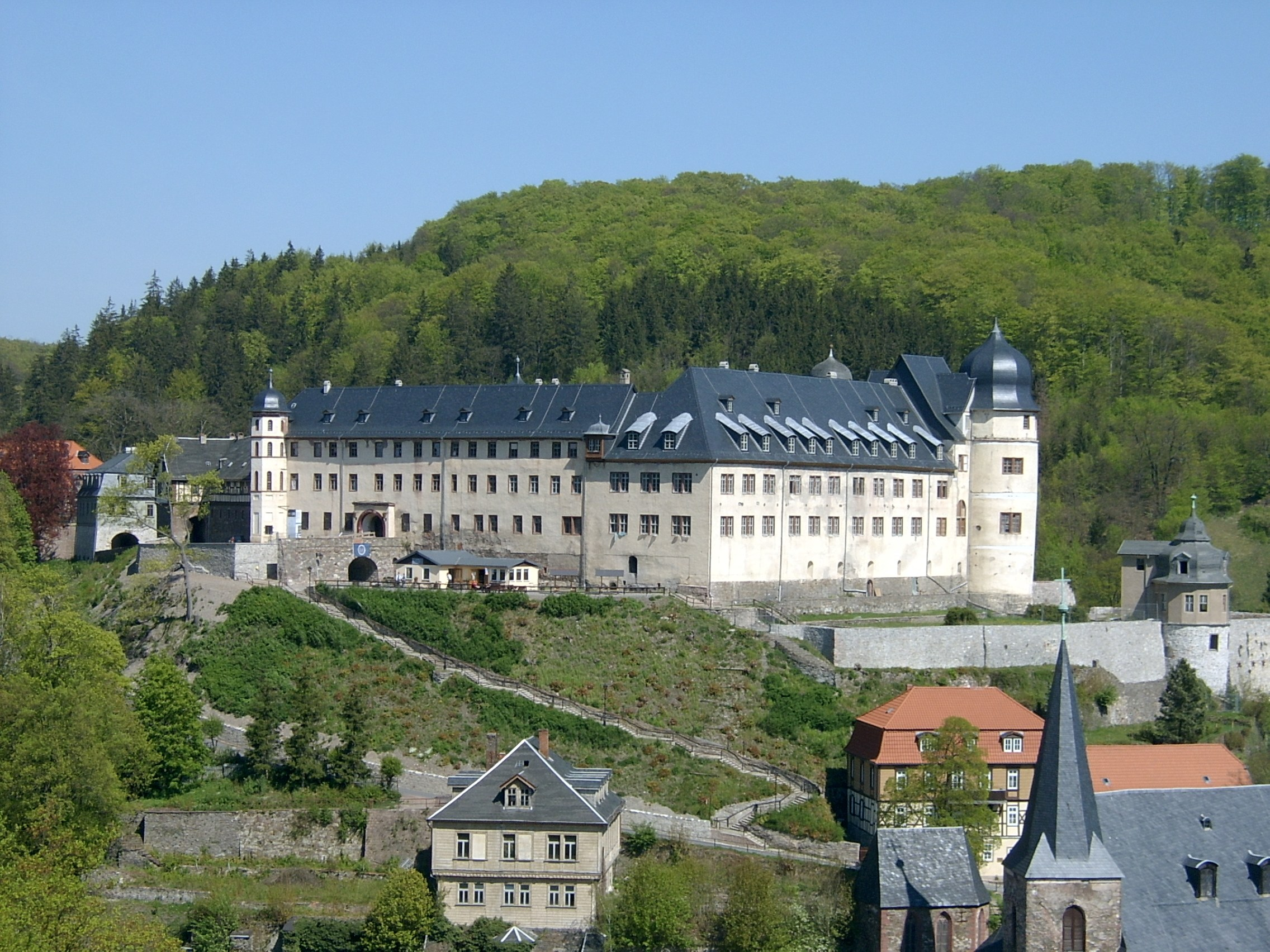
Stammsitz Schloss Stolberg im Harz

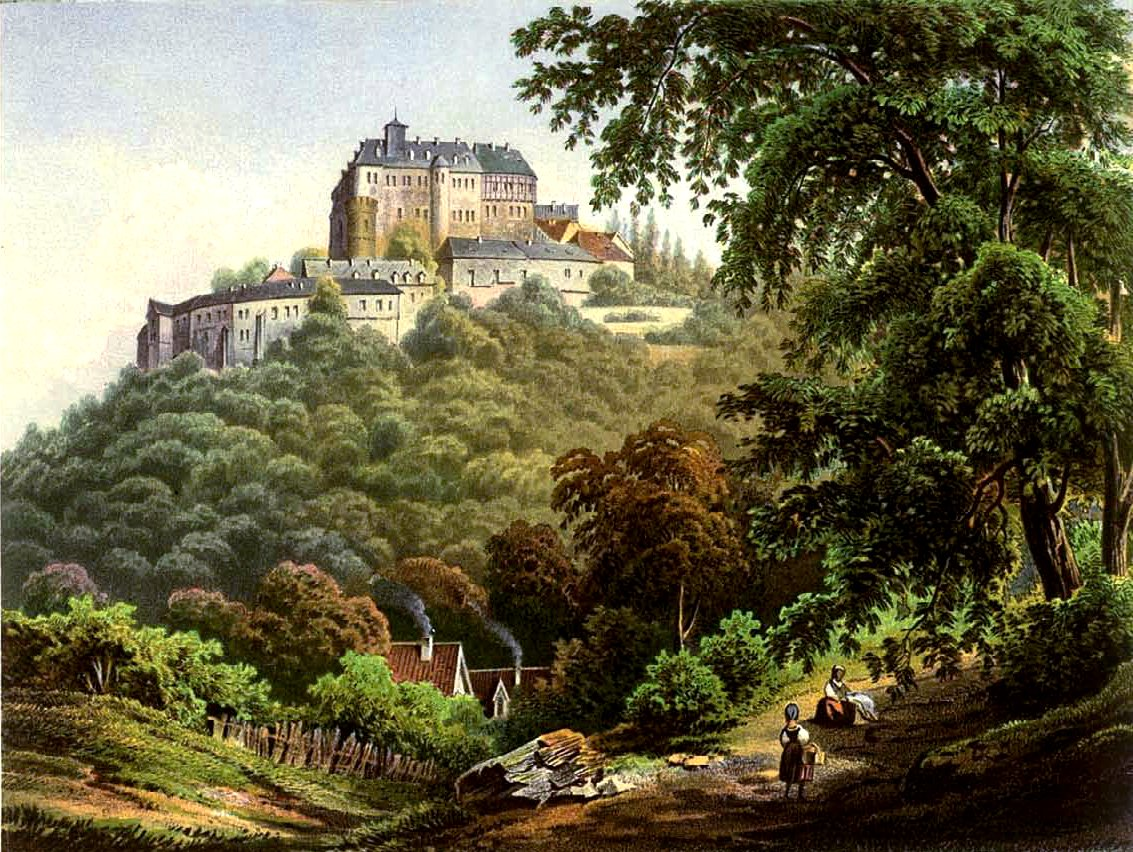
Schloss Wernigerode im Harz um 1860

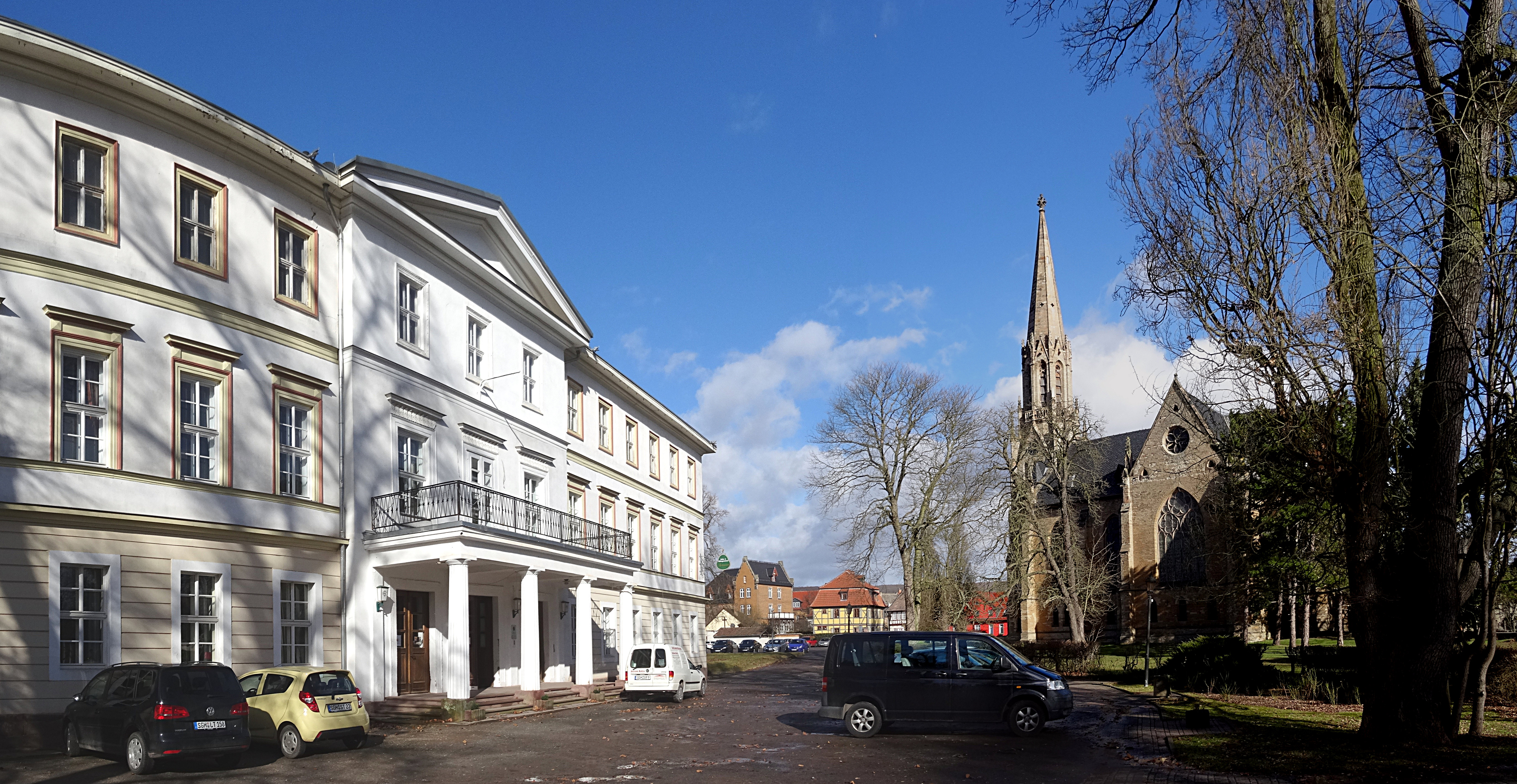
Schloss Roßla im Harz

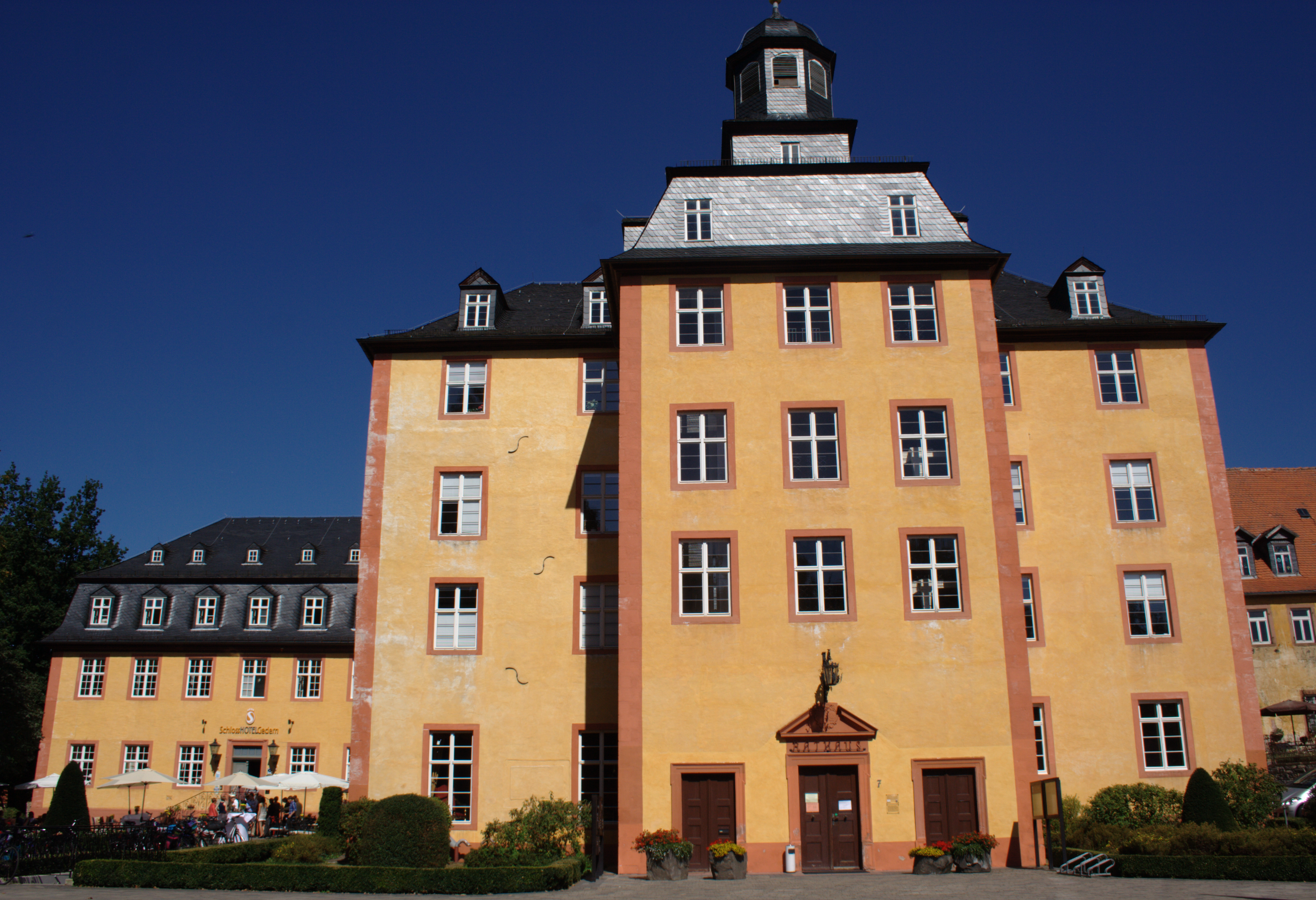
Schloss Gedern, Hessen

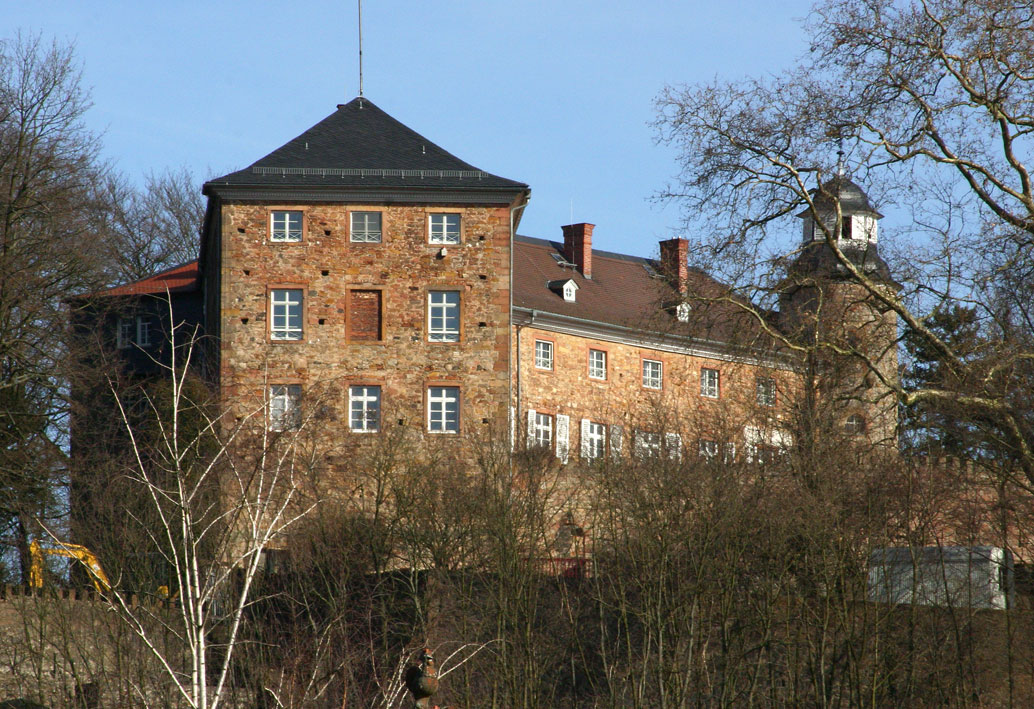
Schloss Ortenberg (Hessen)

- Amt Bärenrode (1518–16??), dann an Anhalt-Bernburg
- Amt Elbingerode (1427–1600)
- Amt Kelbra (seit 1419 im Gemeinschaftsbesitz mit den Grafen von Schwarzburg; stolbergischer Anteil 1592/93 an Schwarzburg-Rudolstadt verpfändet, 1815 von Preußen ausgelöst; 1836 an Stolberg-Roßla)
- Amt Heringen (seit 1419 im Gemeinschaftsbesitz mit den Grafen von Schwarzburg; stolbergischer Anteil 1592/93 an Schwarzburg-Rudolstadt verpfändet, 1815 von Preußen ausgelöst; 1836 an Stolberg-Stolberg)

Güter
- Adliges Gut Bramstedt, Holstein (um 1650–1797)
- Haus Bruch (Hattingen) (1853, bald darauf abgetragen)
- Schloss Diersfordt, Wesel (1831–1996)
- Ebersburg (Harz) (ab 1326)
- Forstgut Emskirchen, Mittelfranken (seit ? bis heute)
- Burg Erichsberg (1320–1346)
- Jagdhaus Ernstburg
- Schloss Gedern, Hessen (1535–1987) und Forstgut Gedern (seit 1535 bis heute)
- Grasburg (Rottleberode), frühgeschichtliche wallförmige Fliehburg im Alten Stolberg
- Burg Heinrichsberg mit dem Dorf Breitenstein im Harz (ab 1307)
- Burg Hohnstein (Harz) (ab  ca. 1420); Hohnsteiner Forst in Dietersdorf bei Roßla (zurückerworben)
- Kloster Ilsenburg und Schloss Ilsenburg (seit dem 16. Jahrhundert – 1945)
- Schloss Jannowitz, Niederschlesien (1765 – 1945)
- Schloss Kamienietz, Oberschlesien (? – 1945)
- Burg Königstein (1535–1581)
- Schloss Kreppelhof, Niederschlesien (1765–1945)
- Jagdschloss Kühtai, Tirol (1917–2016)
- Hofgut Luisenlust und Landwirtschaft in Hirzenhain, Hessen (1535 bis heute, seit 2019 mit Fürst zu Stolberg-Wernigerodesche Bibliothek)
- Morungen (1445–1496)
- Oberröblingen (1446–1520)
- Schloss Ortenberg (Hessen) (seit 1535 bis heute)
- Schloss und Herrschaft Peterswaldau, Niederschlesien (1765–1945)
- Schloss Kupferberg, Niederschlesien (bis 1945)
- Räckelwitz, Oberlausitz (18?? – 1903)
- Hofgut Ranstadt und Landwirtschaft in Ranstadt, Hessen (1535 bis heute)
- Schloss Rochefort, Belgien (1544–1574 und 1737–1811)
- Schloss Roßla, Harz (1341–1945)
- Schloss Schlemmin, Vorpommern (1892–1945)
- Schloss und Kammergut Schwarza (Thüringer Wald) (1549–1885)
- Schloss Stolberg (um 1200–1945) und Forstgut in Stolberg (Harz), teilweise zurückerworben
- Schloss Wernigerode (1429–1945) und Forstgut in Wernigerode 2002 teilweise zurückerworben
- Gut Westheim, Sauerland (1840–1947)

Die Grafen zu Stolberg hatten auch Ansprüche auf das belgische Agimont und führten diesen Namen in ihrem Titel. Allerdings war dabei ein orthographischer Fehler unterlaufen. Erst durch ein Reskript vom 6. Dezember 1780 korrigierte Graf Christian Friedrich zu Stolberg-Wernigerode die bis dahin verwendete falsche Schreibweise Aigmont in Agimont.

## Bedeutende Vertreter (Auswahl)
Ältere Stolberger Grafen

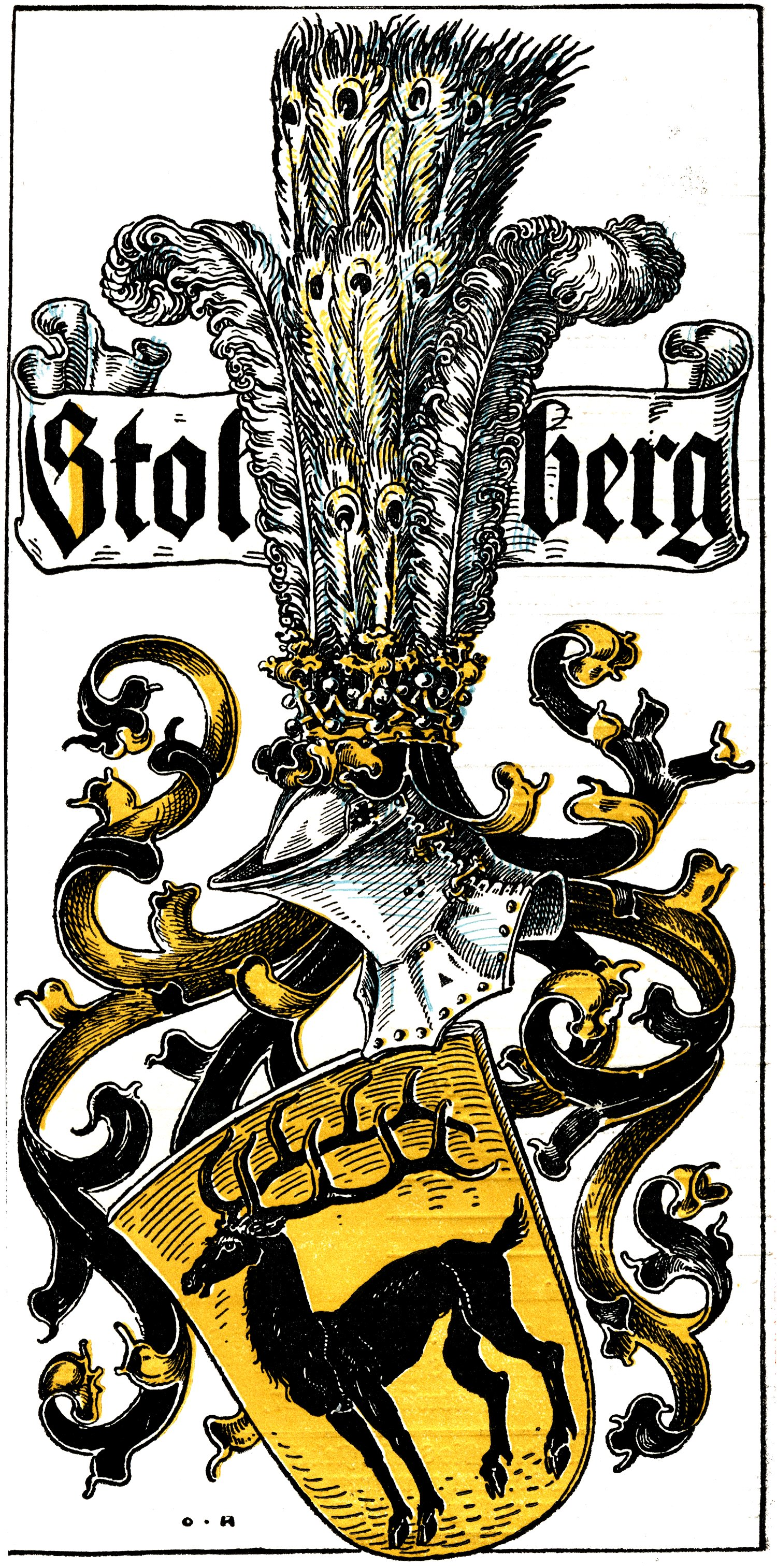
Wappengrafik von Otto Hupp im Münchener Kalender von 1896

- Graf Heinrich zu Stolberg († 1357), Bischof von Merseburg
- Graf Botho zu Stolberg der Ältere († 1455)
- Gräfin Katharina zu Stolberg (1463–1535), Äbtissin des Klosters Drübeck
- Graf Heinrich der Jüngere zu Stolberg (1467–1508), Statthalter von Friesland
- Graf Botho zu Stolberg (1467–1538)
- Graf Wolfgang zu Stolberg (1501–1552)
- Anna II. zu Stolberg (1504–1574), Reichsäbtissin von Quedlinburg
- Anna III. zu Stolberg (1565–1601), Reichsäbtissin von Quedlinburg
- Graf Ludwig zu Stolberg (1505–1574)
- Gräfin Juliana zu Stolberg (1506–1580), Gräfin von Nassau-Dillenburg, Stammmutter des Hauses Oranien
- Graf Heinrich zu Stolberg (1509–1572)
- Graf Wolf Ernst zu Stolberg (1546–1606)
- Graf Heinrich Ernst zu Stolberg (1593–1672), Stifter der älteren Hauptlinie des Hauses Stolberg
- Graf Johann Martin zu Stolberg (1594–1669), Stifter der jüngeren Linie des Hauses Stolberg
- Graf Ernst zu Stolberg (1650–1710)

Linie Stolberg-Wernigerode

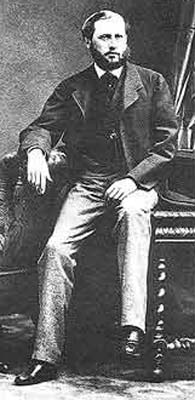
Fürst Otto zu Stolberg-Wernigerode, Vizekanzler des Deutschen Reichs

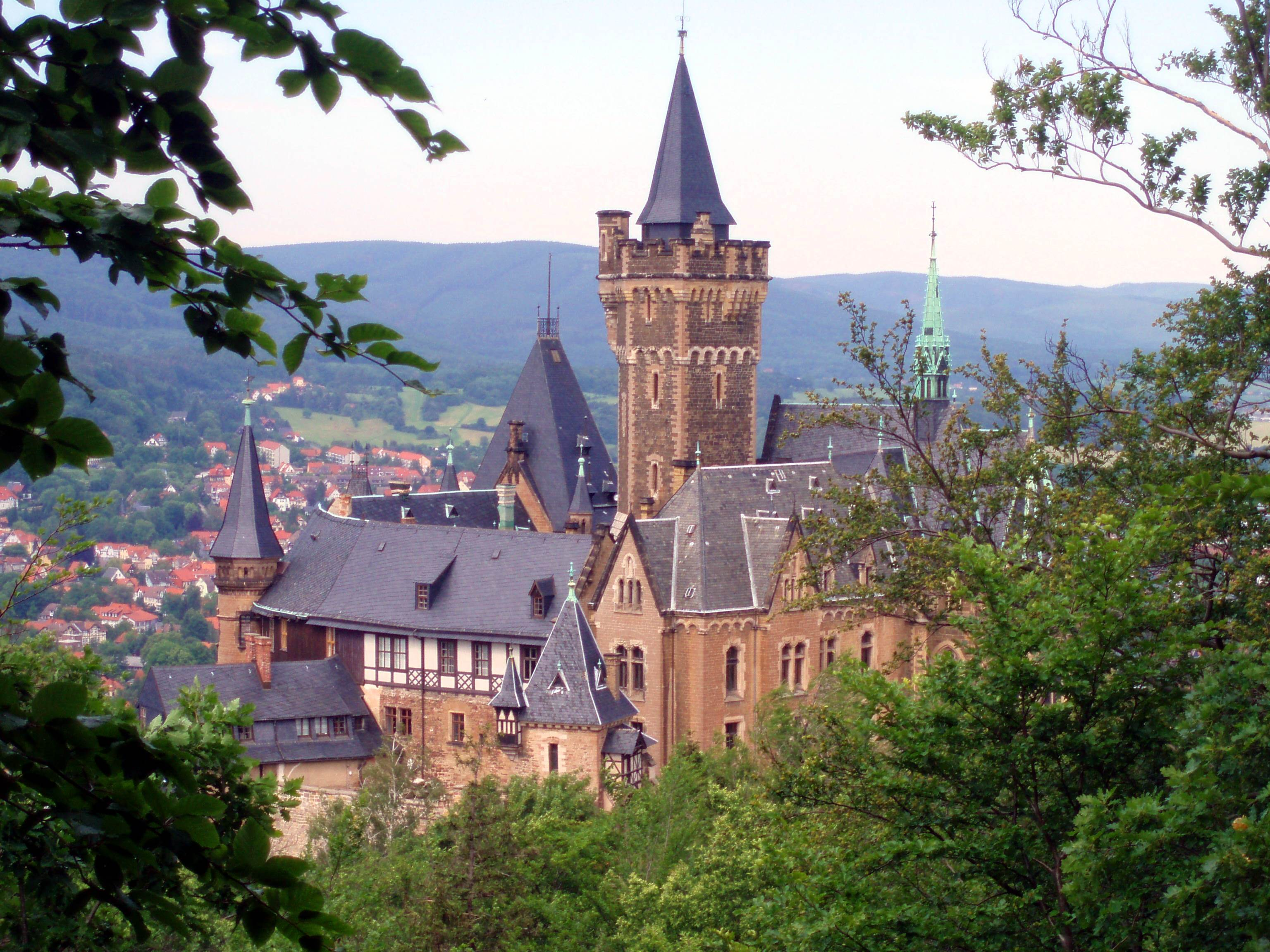
Schloss Wernigerode heute

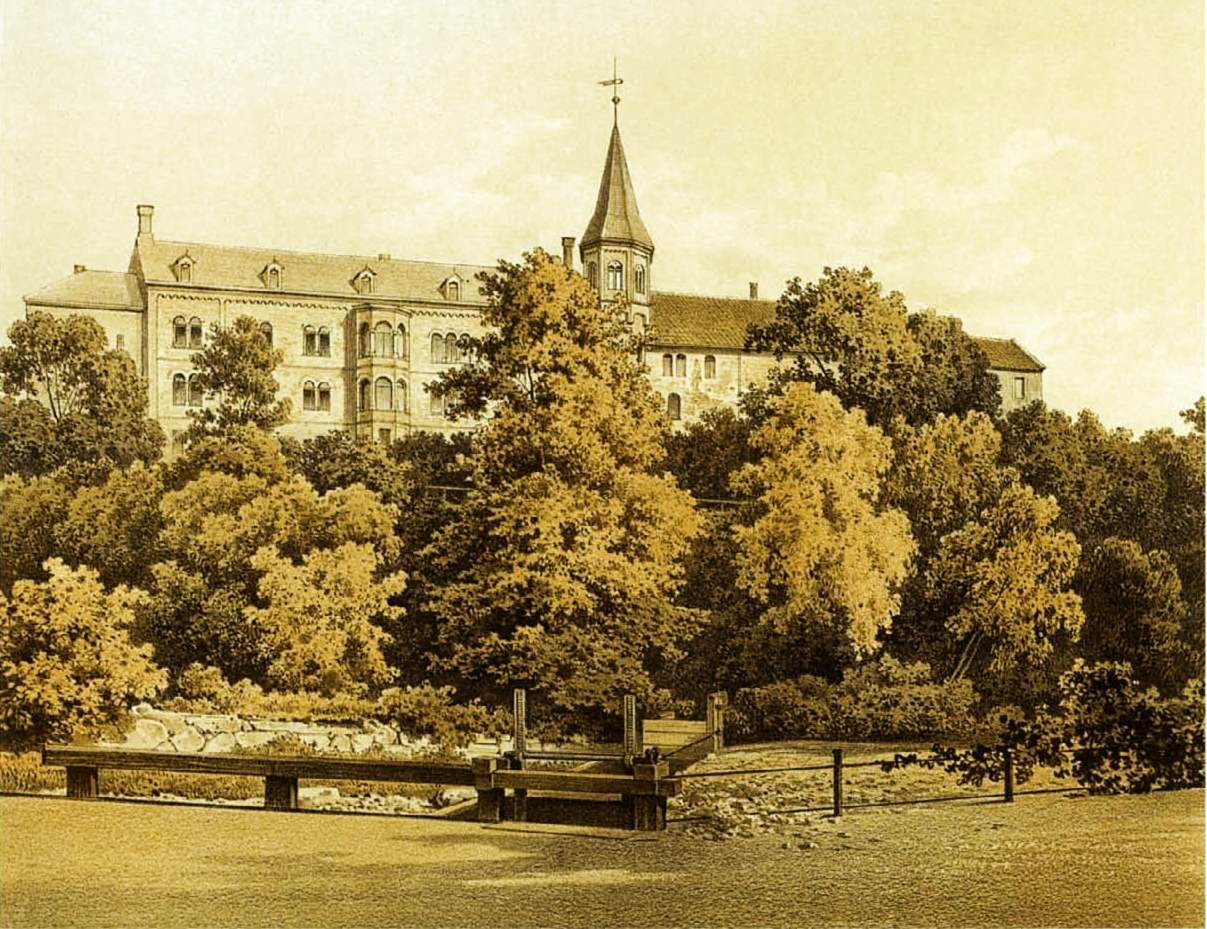
Schloss Ilsenburg, Harz

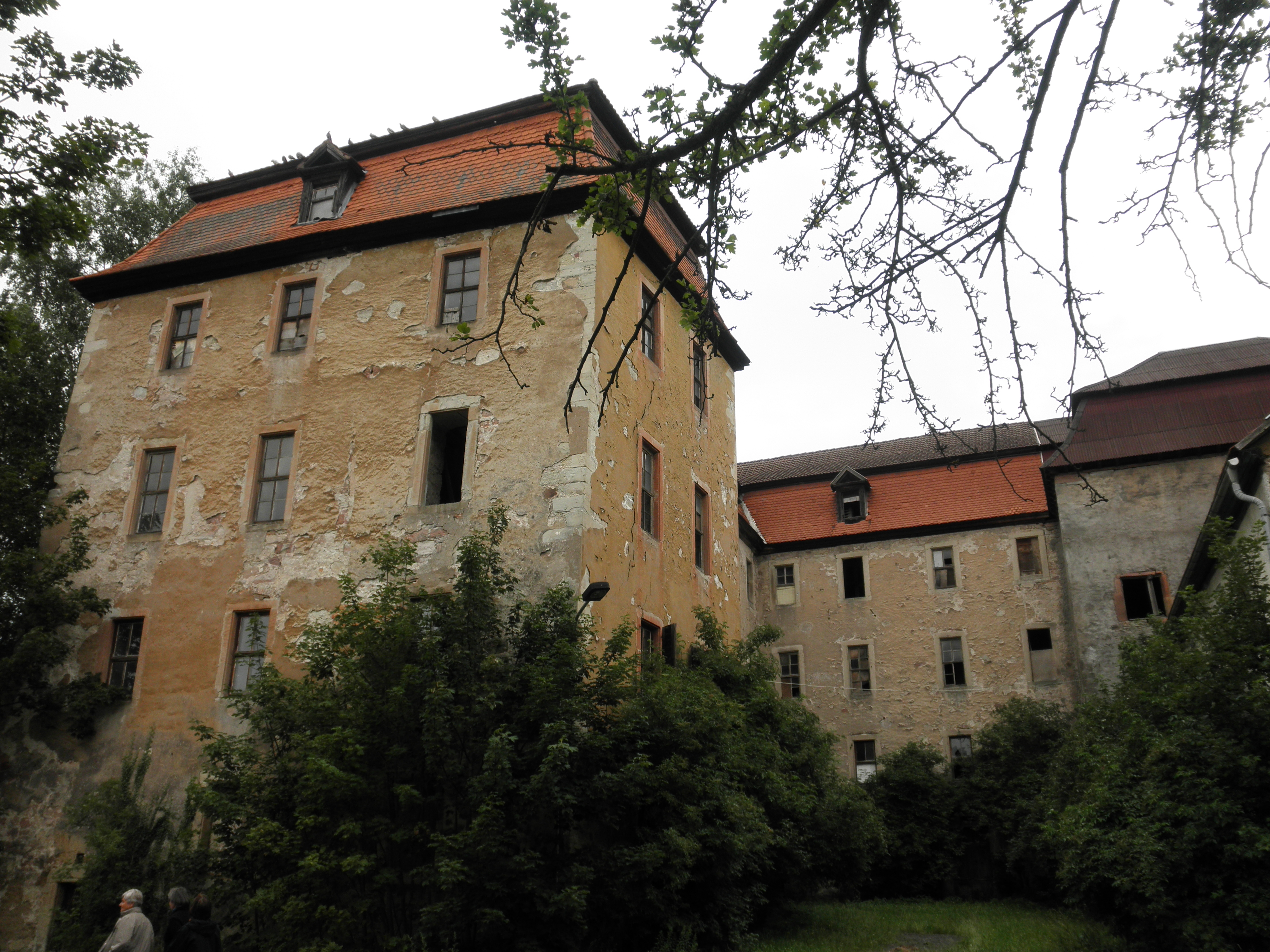
Schloss Stolberg in Schwarza, Thüringen

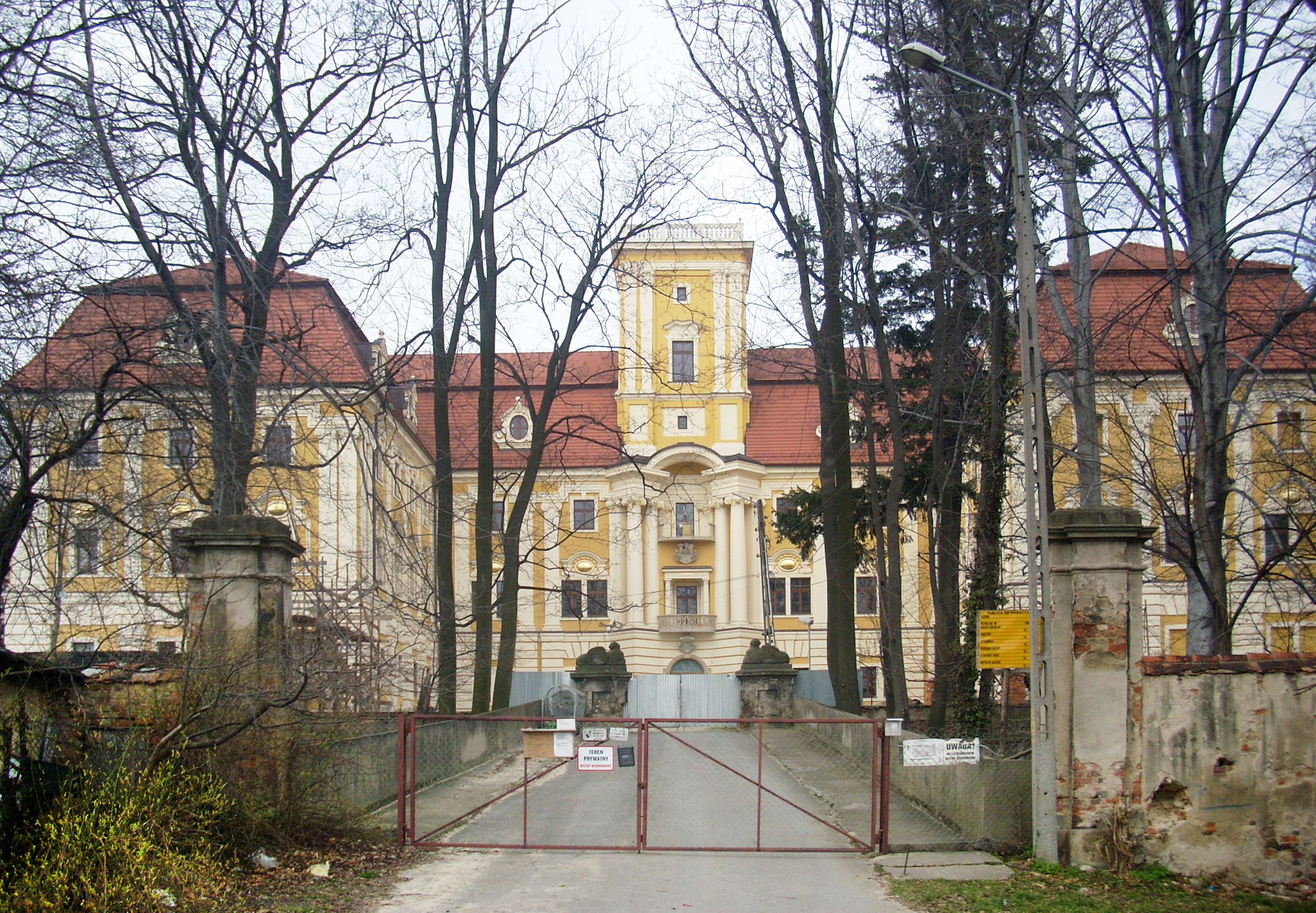
Schloss Peterswaldau, Niederschlesien

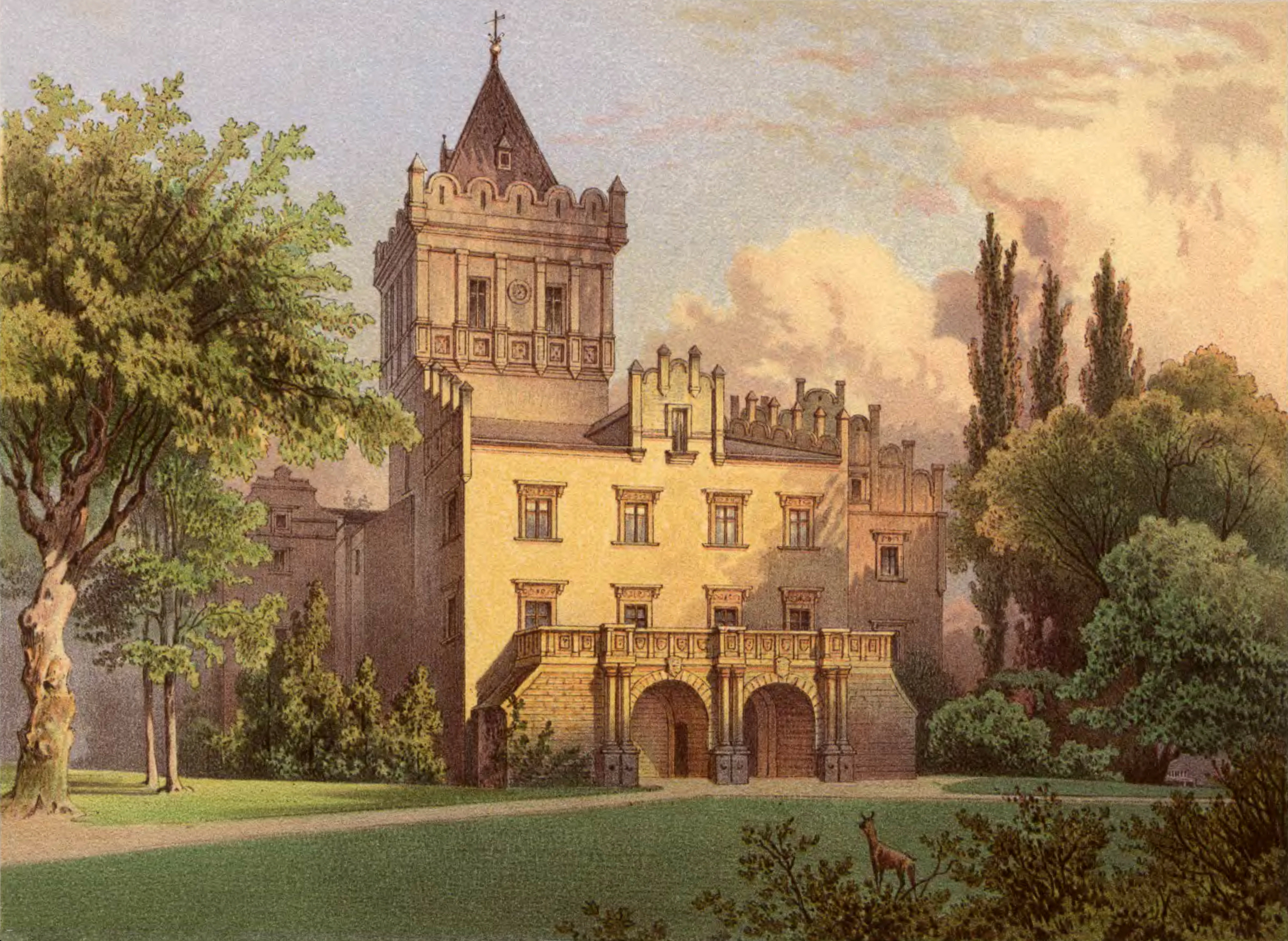
Schloss Kreppelhof, Niederschlesien

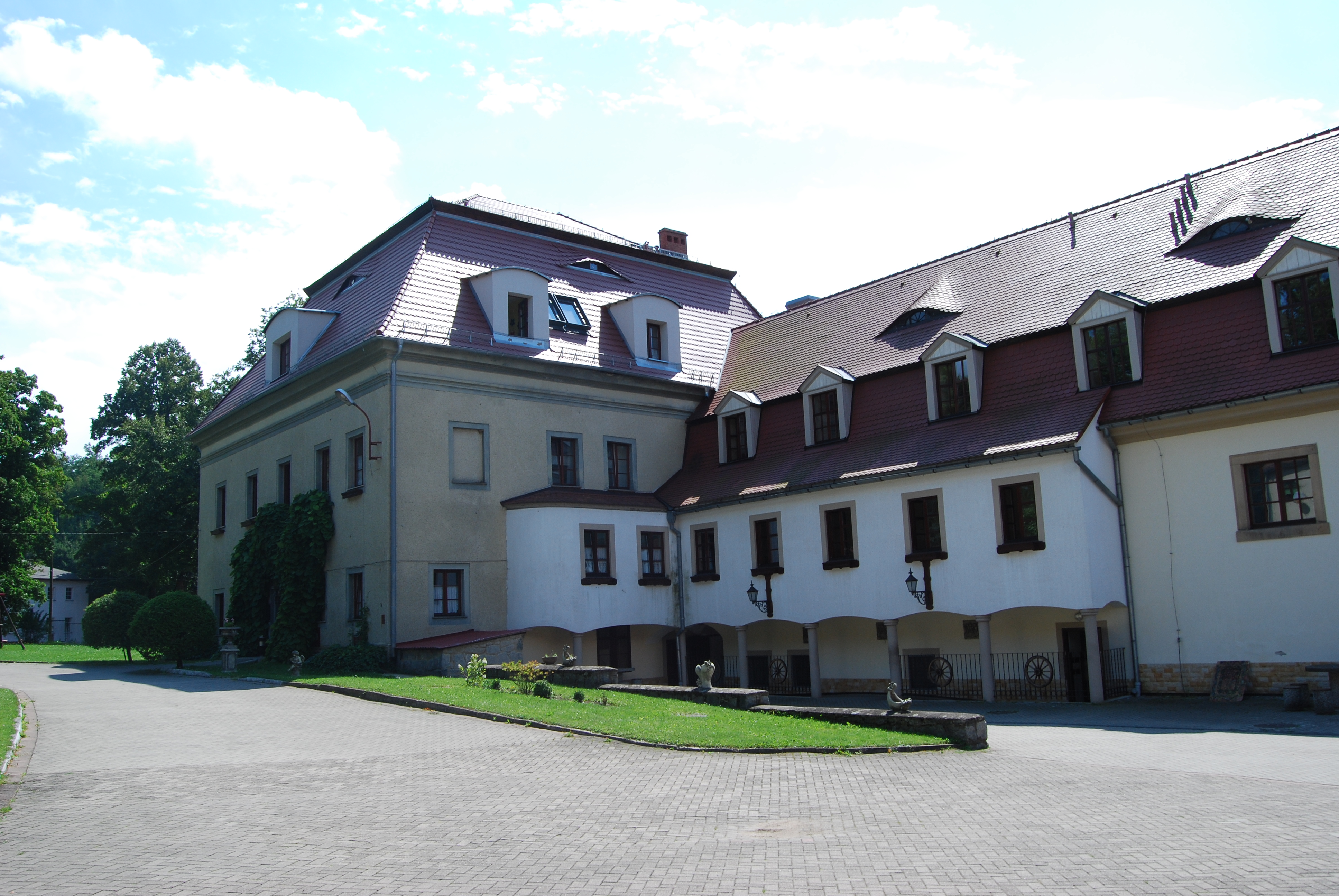
Schloss Jannowitz, Niederschlesien

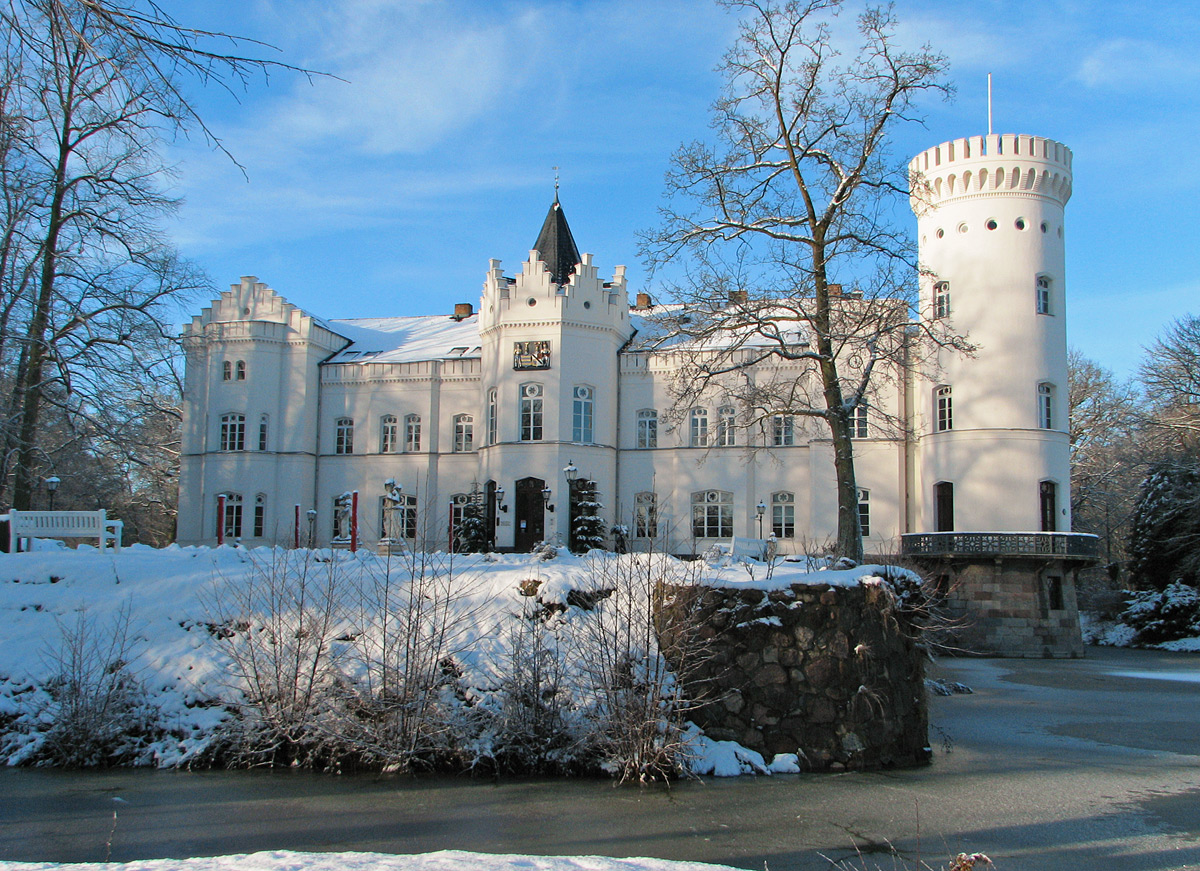
Schloss Schlemmin, Vorpommern

- Graf Christian Ernst zu Stolberg-Wernigerode (1691–1771), Regent der Grafschaft Wernigerode
- Gräfin Sophie Charlotte zu Stolberg-Wernigerode (1695–1762), Mitbegründerin des Pietismus in Wernigerode
- Graf Heinrich Ernst zu Stolberg-Wernigerode (1716–1778), Regent
- Graf Christian Friedrich zu Stolberg-Wernigerode (1746–1824), Regent über die Grafschaft Wernigerode
- Gräfin Luise zu Stolberg-Wernigerode (1771–1856), Äbtissin des Klosters Drübeck
- Graf Henrich zu Stolberg-Wernigerode (1772–1854), letzter Regent der Grafschaft Wernigerode, Herr der Herrschaft Gedern, Vertreter des Gesamthauses Stolberg beim Wiener Kongress
- Friederike zu Stolberg-Wernigerode (1776–1858), Gräfin zu Dohna, Tochter von Christian Friedrich
- Graf Anton zu Stolberg-Wernigerode (1785–1854), Majoratsherr zu Kreppelhof, Niederschlesien
- Erbgraf Hermann zu Stolberg-Wernigerode (1802–1841), Erbgraf
- Graf Botho zu Stolberg-Wernigerode (1805–1881), deutscher Historiker und Burgenforscher, Familienchronist
- Graf Wilhelm zu Stolberg-Wernigerode (1807–1898), preußischer Politiker und General
- Graf Rudolph zu Stolberg-Wernigerode (1809–1867), Offizier und Mitglied der Landstände des Großherzogtums Hessen
- Graf Eberhard zu Stolberg-Wernigerode (1810–1872)
- Gräfin Anna zu Stolberg-Wernigerode (1819–1868), Oberin zu Bethanien
- Graf Bolko zu Stolberg-Wernigerode (1823–1884), Landrat des Kreises Franzburg
- Graf Theodor zu Stolberg-Wernigerode (1827–1902), Mitglied des deutschen Reichstags
- Gräfin Eleonore zu Stolberg-Wernigerode (1835–1903)
- Fürst Otto zu Stolberg-Wernigerode (1837–1896), Oberpräsident der Provinz Hannover, deutscher Vizekanzler unter Bismarck
- Fürstin Anna zu Stolberg-Wernigerode (1837–1907), Ehefrau von Fürst Otto
- Graf Udo zu Stolberg-Wernigerode (1840–1910)
- Graf Constantin zu Stolberg-Wernigerode (1843–1905), Oberpräsident der Provinz Hannover
- Fürst Christian-Ernst zu Stolberg-Wernigerode (1864–1940), deutscher Standesherr, 2. Fürst zu Stolberg-Wernigerode
- Wilhelm zu Stolberg-Wernigerode (Diplomat) (1870–1931), deutscher Politiker
- Magdalene Gräfin zu Stolberg-Wernigerode (1875–1955), Äbtissin des Klosters Drübeck
- Albrecht Graf zu Stolberg-Wernigerode (1886–1948)
- Otto zu Stolberg-Wernigerode (1893–1984), deutscher Historiker
- Botho Fürst zu Stolberg-Wernigerode (1893–1989), 3. Fürst, Kommendator und Ordensstatthalter des Johanniterordens[4]

Linie Stolberg-Gedern
- Fürst Friedrich Carl zu Stolberg-Gedern (1693–1767), Herr der Herrschaft Gedern
- Prinzessin Luise zu Stolberg-Gedern (1752–1824), Herzogin von Albany, Gemahlin von Charles Edward Stuart („Bonnie Prince Charlie“), später Lebensgefährtin des italienischen Dramatikers Vittorio Alfieri

Linie Stolberg-Stolberg
- Gräfin Sophie Eleonore zu Stolberg-Stolberg (1669–1745), Leichenpredigtensammlerin
- Graf Christoph Friedrich zu Stolberg-Stolberg (1672–1738), Regent der Grafschaft Stolberg
- Graf Christoph Ludwig II. zu Stolberg-Stolberg (1703–1761), Regent der Grafschaft Stolberg
- Gräfin Luise zu Stolberg-Stolberg (1746–1824), Autorin
- Graf Christian zu Stolberg-Stolberg (1748–1821), Übersetzer und Lyriker
- Graf Friedrich Leopold zu Stolberg-Stolberg (1750–1819), Dichter, Übersetzer und Jurist
- Gräfin Katharina zu Stolberg-Stolberg (1751–1832), Erzählerin
- Gräfin Augusta Louise zu Stolberg-Stolberg (1753–1835), Schwester von Christian und Friedrich Leopold
- Graf Joseph zu Stolberg-Stolberg (1771–1839), Mitglied des Provinziallandtags der preußischen Provinz Sachsen
- Gräfin Marianne zu Stolberg-Stolberg (1780–1814), geb. Gräfin von der Mark
- Graf Christian Ernst zu Stolberg-Stolberg (1783–1846), österreichischer Offizier
- Graf Cajus zu Stolberg-Stolberg (1797–1874), Rittergutsbesitzer und Reichstagsabgeordneter
- Graf Leopold Friedrich zu Stolberg-Stolberg (1799–1840), Kreishauptmann
- Gräfin Louise zu Stolberg-Stolberg (1799–1875), Lyrikerin, Übersetzerin und Herausgeberin
- Graf Bernhard Joseph zu Stolberg-Stolberg (1803–1859), schlesischer Offizier und Politiker
- Graf Joseph Theodor zu Stolberg-Stolberg (1804–1859), katholischer Politiker
- Gräfin Agnes zu Stolberg-Stolberg (1833–1905), „Schwester Angela vom armen Kinde Jesu“
- Graf Alfred zu Stolberg-Stolberg (1835–1880), Rittergutsbesitzer und Reichstagsabgeordneter
- Graf Friedrich zu Stolberg-Stolberg (1836–1904), Herrschaftsbesitzer und Reichstagsabgeordneter
- Graf Adalbert zu Stolberg-Stolberg (1840–1885), Rittergutsbesitzer und Reichstagsabgeordneter
- Gräfin Eleonore zu Stolberg-Stolberg (1843–1928), Oblatin des Benediktinerordens
- Graf Günther zu Stolberg-Stolberg (1845–1926), österreichischer Offizier
- Hermann Joseph Graf zu Stolberg-Stolberg (1854–1925) auf Gut Westheim, Politiker
- Friedrich Theodor zu Stolberg-Stolberg (1877–1954), tschechoslowakischer Politiker der deutschen Minderheit
- Christoph Graf zu Stolberg-Stolberg (1888–1968), Generalmajor
- Wolff-Heinrich Fürst und Graf zu Stollberg-Stollberg (1903–1972)
- Marie Elisabeth Leonie Gertrud Paula zu Stolberg-Stolberg (1912–1944), deutsche Widerstandskämpferin gegen den Nationalsozialismus und Judenhelferin
- Rupert Graf zu Stolberg-Stolberg (* 1970), Weihbischof des Erzbistums München und Freising

Linie Stolberg-Roßla
- Graf Jost Christian zu Stolberg-Roßla senior (1676–1739)
- Graf Friedrich Botho zu Stolberg-Roßla (1714–1768), ab 1739 Regent in Roßla
- Graf Jost Christian zu Stolberg-Roßla junior (1722–1749), 1739 kurzzeitig Mitregent
- Graf Wilhelm Christoph zu Stolberg-Roßla (1748–1826), Regent der Grafschaft Stolberg-Roßla
- Graf Karl zu Stolberg-Roßla (1822–1870), deutscher Standesherr
- Fürst Botho zu Stolberg-Roßla (1850–1893), deutscher Standesherr
- Fürst Kuno zu Stolberg-Roßla (1862–1921), deutscher Standesherr
- Graf August zu Stolberg-Roßla (1768–1846), deutscher Standesherr
- Jost Christian zu Stolberg-Roßla (1886–1916), deutscher Standesherr
- Christoph Martin Fürst zu Stolberg-Roßla (1888–1949), deutscher Standesherr, Herr auf Roßla und Ortenberg

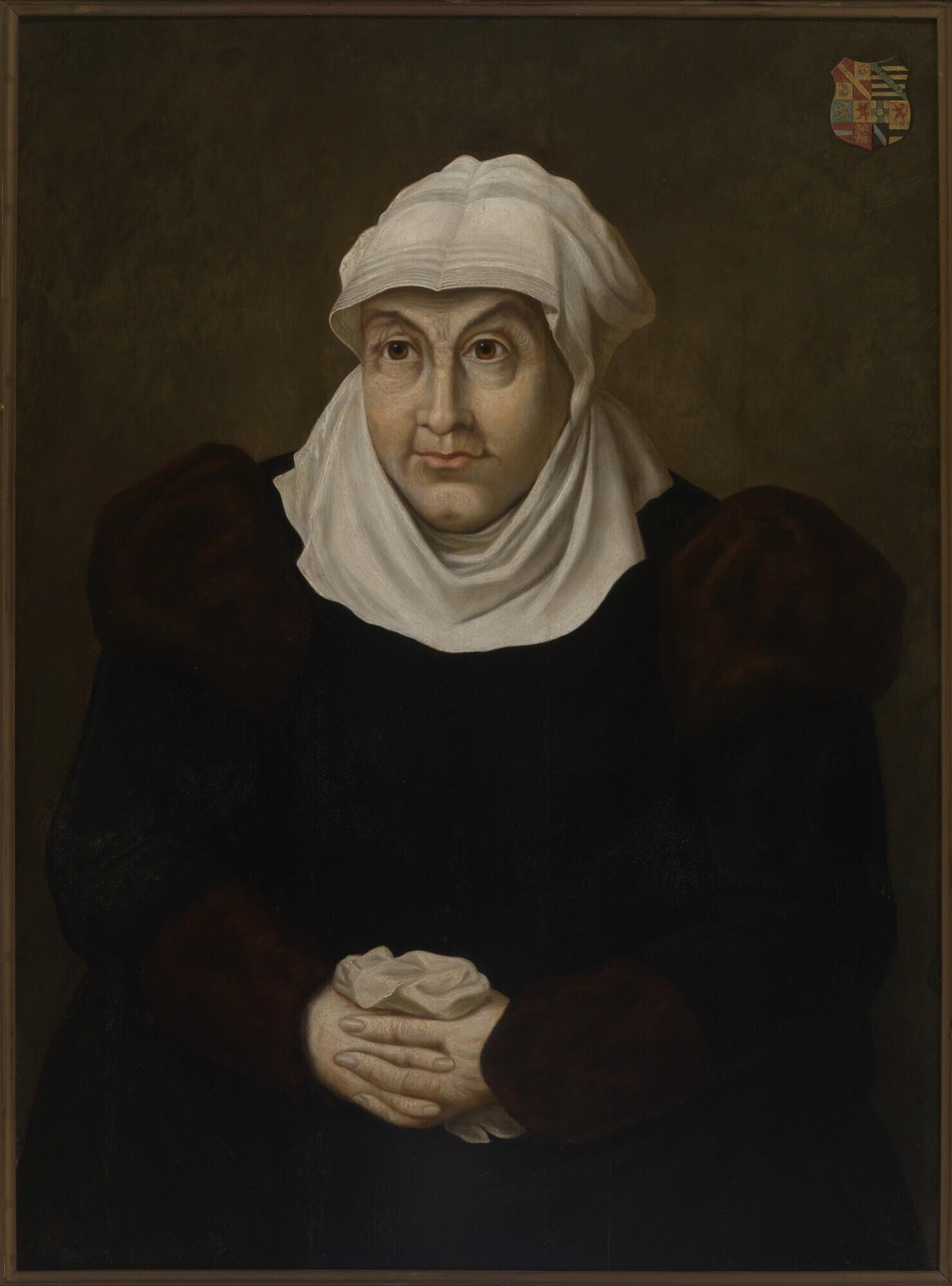
Gräfin Juliana zu Stolberg (1506–1580), Gräfin von Nassau-Dillenburg, Stammmutter des Hauses Oranien
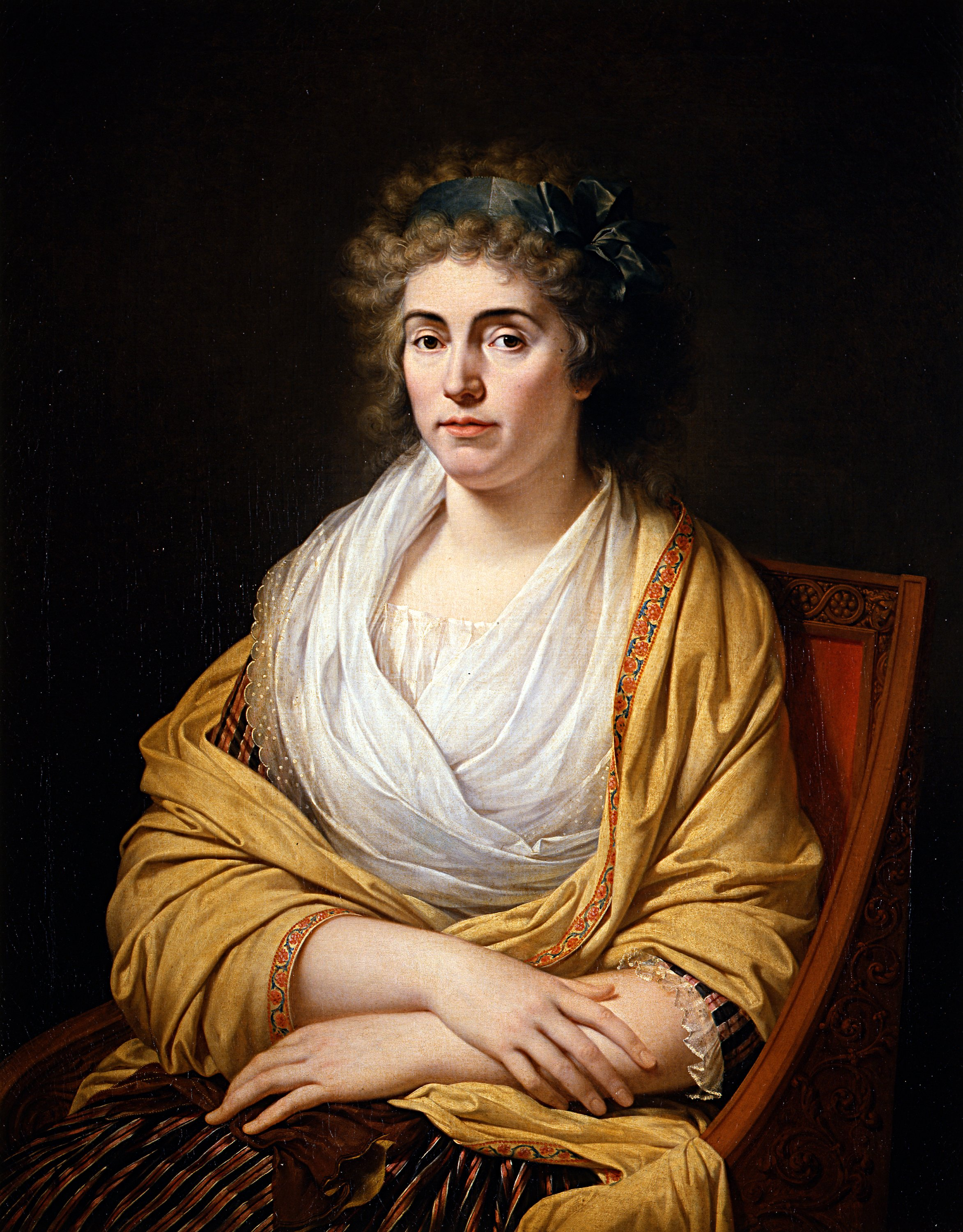
Luise zu Stolberg-Gedern (1752–1824), Gräfin von Albany, Gemahlin des englischen Thronprätendenten Charles Edward Stuart („Bonnie Prince Charlie“)
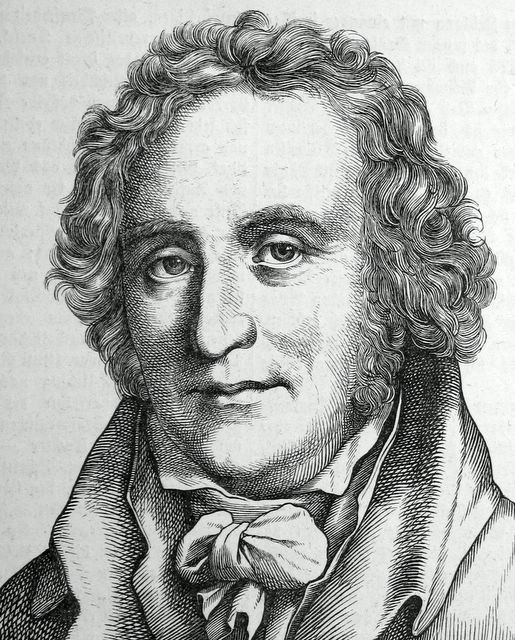
Friedrich Leopold Graf zu Stolberg-Stolberg (1750–1819), Dichter

## Wappen
Stammwappen: In Gold ein schreitender schwarzer Hirsch; auf dem Helm mit schwarz-goldenen Decken ein natürlicher Pfauenschweif zwischen 2 silbernen Straußenfedern.

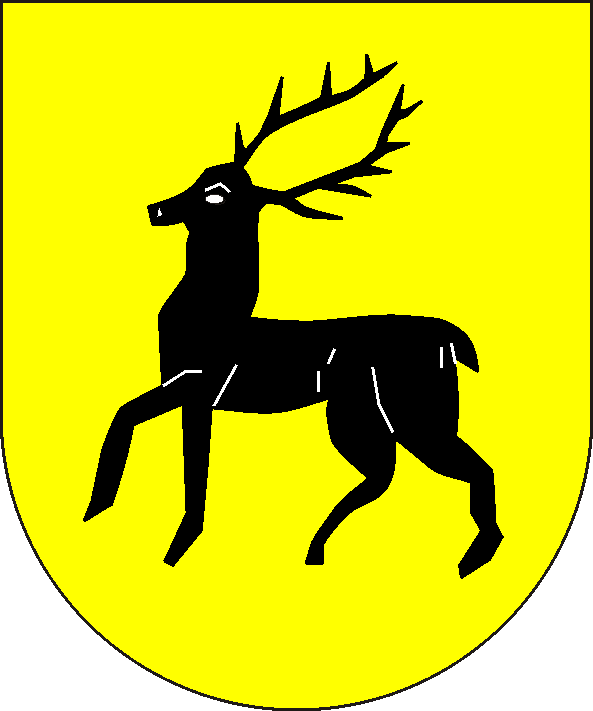
Stammwappen
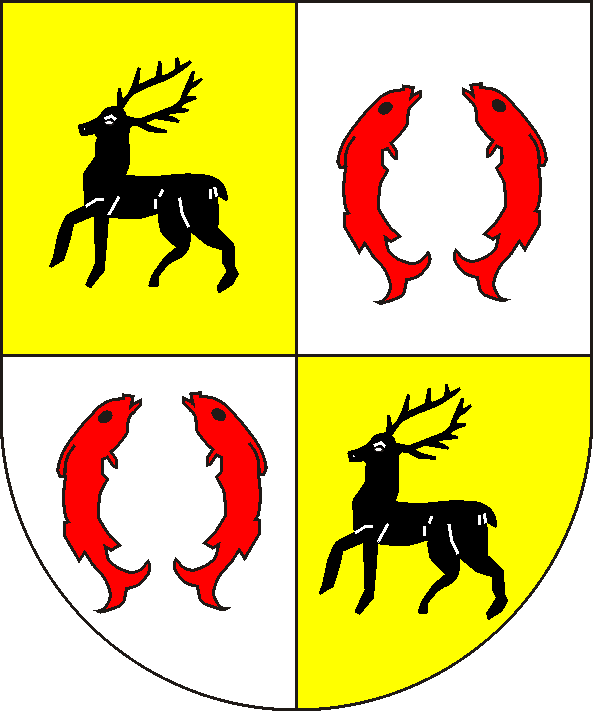
Stolberg-Wernigerode
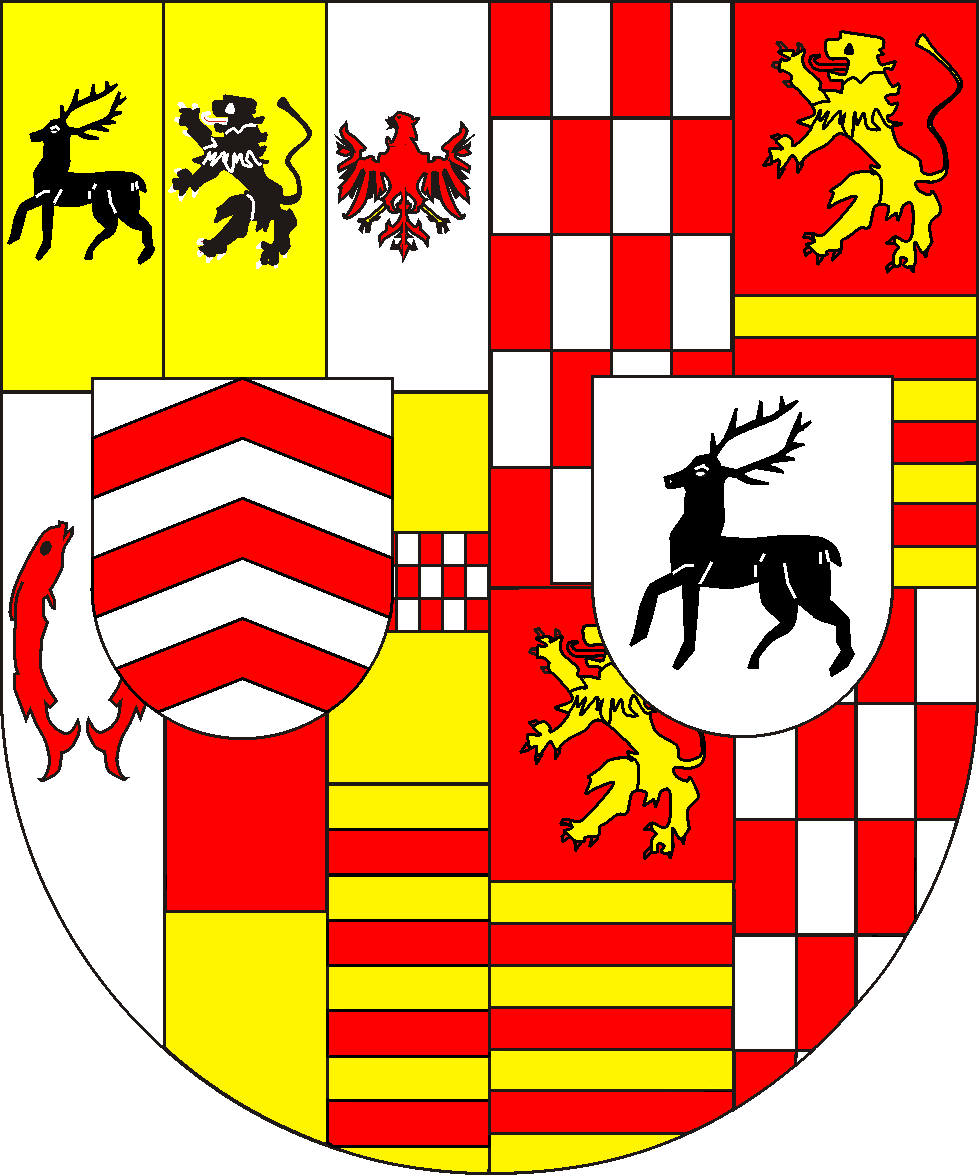
Stolberg (erweitertes Wappen von 1597)